# 國家同步輻射研究中心
財團法人國家同步輻射研究中心（英語：National Synchrotron Radiation Research Center；NSRRC），是中華民國的同步輻射研究機構，為國家科學及技術委員會轄下之非營利機構。座落於新竹科學園區，共有兩座同步輻射加速器光源設施，分別為「台灣光源」(Taiwan Light Source；TLS)與「台灣光子源」(Taiwan Photon Source；TPS)。
1993年10月「台灣光源」正式啟用，為亞洲第一座、世界第三座完成的第三代同步輻射設施，周長120公尺，電子束能量15億電子伏特(1.5GeV)。台灣光源已有27條光束線及54座實驗站提供全球研究團隊進行科學實驗，另外在日本的SPring-8之BL12U與BL12B兩光束線，亦由NSRRC負責運轉與管理。
為能滿足光源用戶進行前沿的科學實驗需要超高亮度的X射線之需求，該中心於2004年7月的董事會中決議推動新加速器光源之籌建，向政府提出「台灣光子源跨領域實驗設施興建計畫」，將在現有基地上主導興建一座電子束能量30億電子伏特(3GeV)、周長518公尺、超低束散度的「台灣光子源」同步加速器。工程於2010年2月7日舉行動土典禮，且於2014年落成，2016年9月19日正式啟用。

## 位置
該中心位於新竹科學園區西北角，佔地14公頃。鄰近國立清華大學、國立陽明交通大學及國家高速網路與計算中心等學術研究單位。

## 沿革
- 1981年12月，國科會成立「同步輻射可行性研究小組」，由劉遠中、鄭伯昆、閰愛德、張秋男、鄭國川五位教授組成。
- 1983年7月，行政院同意設立「同步輻射研究中心」，成立「指導委員會」，袁家騮院士擔任主任委員。
- 1983年10月，舉行第一次指導委員會議，決議建造一座能量為10億電子伏特之加速器，及成立「策劃興建小組」。
- 1984年1月，行政院通過「同步輻射研究中心興建計畫書」。
- 1984年3月，指導委員會決議成立同步輻射「用戶培育小組」。
- 1984年9月，成立技術評審委員會，Prof. Herman Winick擔任主席。

### 行政院同步輻射研究中心籌建處
- 1986年3月，「行政院同步輻射研究中心籌建處」正式成立。
- 1986年8月，舉行「行政院同步輻射研究中心籌建處」建基動土典禮。
- 1990年6月，正式遷入新竹科學工業園區現址。
- 1992年6月，完成注射器系統安裝。
- 1992年12月，完成儲存環安裝。
- 1993年4月，完成13億電子伏特電子束儲存，全世界第三座、亞洲第一座第三代同步加速器台灣光源試車成功。
- 1993年10月，舉行「光源啟用典禮」，李登輝總統蒞臨主持按鈕啟用儀式。
- 1994年4月，正式開放使用三條光束線。
- 1995年6月，舉辦第一屆「用戶年會暨同步輻射應用研討會」。
- 1998年12月，與日本SPring-8同步輻射設施簽訂國際合作計畫合約，規劃於SPring-8建造兩條台灣專屬光束線。
- 2000年2月，台灣光源15億電子伏特全能量注射運轉。
- 2000年12月，SPring-8台灣專屬光束線啟用典禮，國科會翁政義主任委員主持剪綵典禮。
- 2002年1月，開始執行基因體醫學國家型計畫核心設施「同步輻射蛋白質結晶學設施之興建與使用計畫」。

### 財團法人國家同步輻射研究中心
- 2003年1月，改制為「財團法人國家同步輻射研究中心籌備處」。
- 2003年3月，行政院核定第一屆董監事會，李遠哲院士擔任董事長。
- 2003年5月，「財團法人國家同步輻射研究中心」完成法院設立登記，正式成立。主管機關為國科會。
- 2003年10月，用戶會議暨光源啟用十週年。
- 2004年7月，董事會通過30億電子伏特儲存環之提案。
- 2004年12月，加速器超導高頻共振腔測試成功，成為全世界第二座使用超導高頻共振腔之同步輻射設施。
- 2005年1月，第七次全國科學技術會議總結報告將「研究台灣光子源籌建之可行性」列為重要結論之一。
- 2005年7月，「台灣光子源同步加速器籌建可行性研究報告」提報國科會。
- 2005年10月，台灣光源開始施行恆定電流運轉，成為全世界第三座全時恆定電流運轉設施。
- 2005年11月，舉行「同步輻射蛋白質結構鑑定核心設施啟用典禮」，行政院謝長廷院長主持按鈕啟用儀式。
- 2006年3月，行政院核定第二屆董監事會，李遠哲院士續任董事長。
- 2006年4月，位於本中心之澳洲同步輻射實驗站正式啟用。
- 2007年3月，行政院同意「台灣光子源同步加速器興建計畫」，加速器電子能量為30億電子伏特、周長為518公尺。
- 2007年，與國立中山大學簽訂「合作意願書」，共同推動招收國際博士生之學術合作。
- 2009年3月，行政院核定第三屆董監事會，陳力俊院士接任董事長。
- 2010年2月，舉行「台灣光子源同步加速器興建工程動土典禮」，行政院吳敦義院長蒞臨。
- 2010年12月，舉行日本SPring-8 台灣專屬光束線十週年慶祝會。
- 2011年1月，開始執行「台灣光子源第一期周邊實驗設施興建計畫」。
- 2012年3月，行政院核定第四屆董監事會，陳力俊院士續任董事長。
- 2012年5月，完成台灣光子源加速器二十四分之一段原型。
- 2012年6月，完成光源設施的五年(2014年至2018年)中長程規劃，彙整成「NSRRC Strategic Plan」。
- 2013年1月，開始執行「台澳中子計畫」。
- 2013年4月 ，台灣光子源土木工程竣工。
- 2013年5月，本中心駐澳洲ANSTO之台灣中子辦公室舉辦開幕儀式。
- 2013年10月，台灣光源啟用20周年。
- 2014年12月31日，台灣光子源試車成功並發出第一道同步輻射光。
- 2015年1月25日，舉行「台灣光子源落成典禮」，馬英九總統蒞臨主持按鈕啟用儀式。
- 2015年4月，行政院核定第五屆董監事會，陳力俊院士續任董事長。
- 2016年9月19日，舉行「台灣光子源啟用典禮」，蔡英文總統蒞臨主持點亮啟用儀式。

## 組織
- 董監事會
- 主任室
- 光源組
- 儀器發展組
- 實驗設施組
- 科學研究組
- 行政組
- 輻射及操作安全組

## 歷屆主任
| 時期                                             | 主任              | 任職期間              |
| 行政院同步輻射研究中心籌建處成立前：策劃興建小組 | 鄧昌黎            | 1983年10月至1985年1月 |
| 行政院同步輻射研究中心籌建處成立前：策劃興建小組 | 陳履安 (代理主任) | 1985年2月至1986年3月  |
| 行政院同步輻射研究中心籌建處成立前：用戶培育小組 | 浦大邦            | 1984年8月至1984年12月 |
| 行政院同步輻射研究中心籌建處成立前：用戶培育小組 | 閻愛德 (代理主任) | 1984年12月至1986年3月 |
| 行政院同步輻射研究中心籌建處                     | 陳履安            | 1986年3月至1990年7月  |
| 行政院同步輻射研究中心籌建處                     | 閻愛德            | 1990年8月至1993年7月  |
| 行政院同步輻射研究中心籌建處                     | 劉遠中            | 1993年7月至1997年4月  |
| 行政院同步輻射研究中心籌建處                     | 陳建德            | 1997年5月至2002年12月 |
| 財團法人國家同步輻射研究中心籌備處               | 陳建德            | 2003年1月至2003年5月  |
| 財團法人國家同步輻射研究中心                     | 陳建德            | 2003年5月至2005年12月 |
| 財團法人國家同步輻射研究中心                     | 梁耕三            | 2006年1月至2009年12月 |
| 財團法人國家同步輻射研究中心                     | 陳建德 (代理主任) | 2010年1月至2010年7月  |
| 財團法人國家同步輻射研究中心                     | 張石麟            | 2010年8月至2014年7月  |
| 財團法人國家同步輻射研究中心                     | 果尚志            | 2014年8月至2018年7月  |
| 財團法人國家同步輻射研究中心                     | 羅國輝            | 2018年8月至2022年7月  |
| 財團法人國家同步輻射研究中心                     | 徐嘉鴻            | 2022年8月至今         |

## 加速器設施

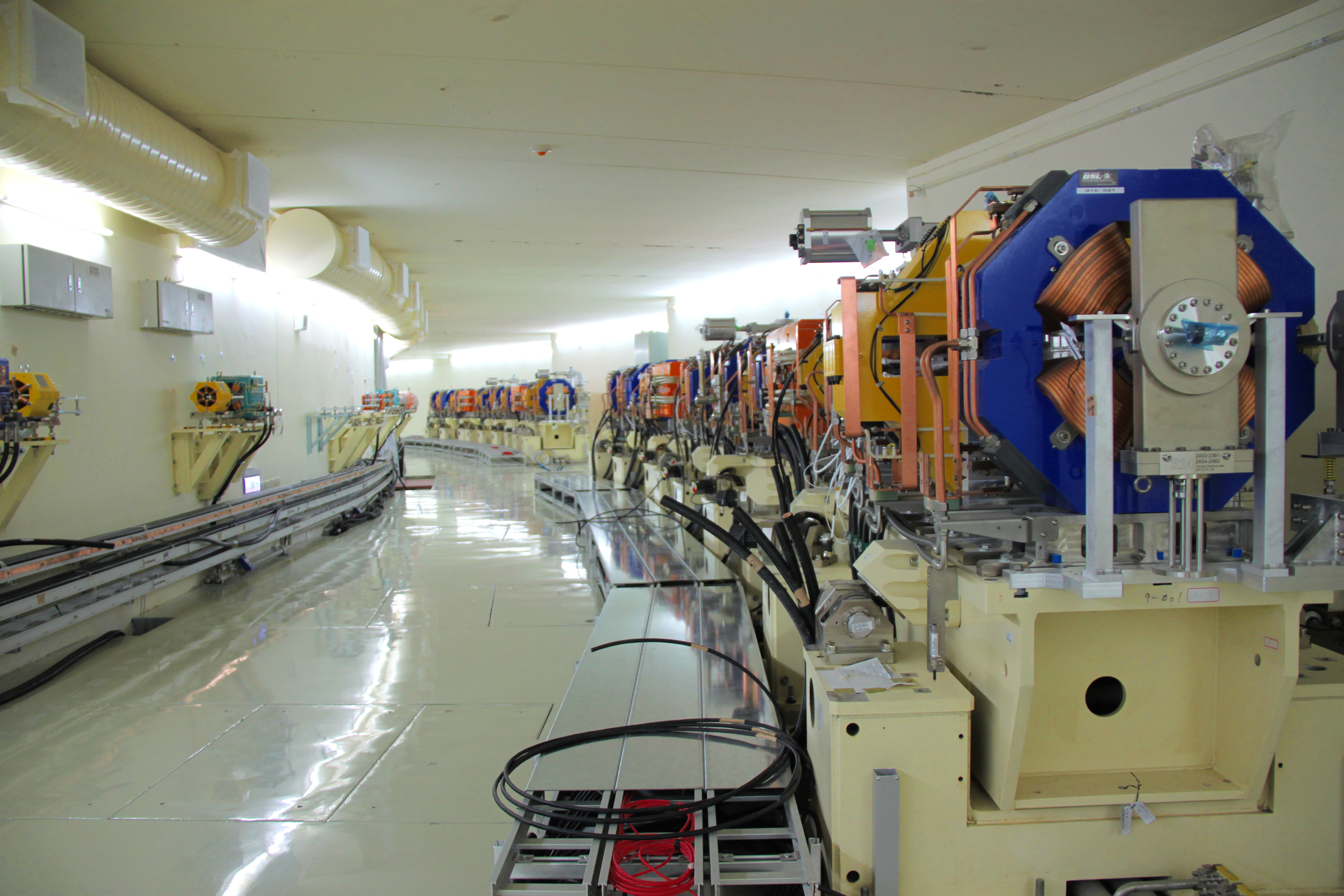
台灣光子源加速器內部通道

由注射器產生之電子加速後經由傳輸線進入儲存環中，電子在真空儲存環中經過偏轉磁鐵（Bending Magnet）或插件磁鐵（Insertion devices）時會產生同步加速器光源，經過光束線引導到實驗站，供研究人員使用光源進行實驗。

### 注射器
注射器主要包含，電子槍、直線加速器與增能環。電子束由電子槍產生，經過直線加速器加速後，再進入增能環持續增加能量。該中心之注射器規格如下表：
| 國家同步輻射研究中心注射器規格 | TLS         | TPS         |
| 增能環能量                     | 1.5 GeV     | 3.0 GeV     |
| 注射頻率                       | 10 Hz       | 3 Hz        |
| 直線加速器能量                 | 50 MeV      | 150 MeV     |
| 增能環周長                     | 72 公尺     | 496.8 公尺  |
| 增能環高頻                     | 499.654 MHz | 499.654 MHz |

### 儲存環
電子束在注射器加速後，經由傳輸線進入儲存環中，電子束於每一圈的運行中因偏轉磁鐵而轉向，並在轉向之切線方向或插件磁鐵下游放出同步輻射光。環內並裝置有高頻系統，補充電子因輻射而損耗的能量。
| 國家同步輻射研究中心儲存環規格 | TLS                                  | TPS                                  |
| 最高能量                       | 1.5 GeV                              | 3.0 GeV                              |
| 自然發射度                     | 2.5{\displaystyle \times }10−8 m-rad | 1.6{\displaystyle \times }10−9 m-rad |
| 最高電流，多團                 | 360 mA                               | 500 mA                               |
| 高頻                           | 499.654 MHz                          | 499.654 MHz                          |
| 最高電流，單團                 | 25 mA                                | >10 mA                               |
| 諧振數                         | 200                                  | 864                                  |
| 光束生命期                     | > 9 小時                             | > 10 小時                            |
| 轉彎半徑                       | 3.495 公尺                           | 8.403 公尺                           |
| 周長                           | 120 公尺                             | 518.4 公尺                           |
| 臨界光子能量 (偏轉磁鐵)        | 2.14 k eV                            | 7.13 k eV                            |
| 軌道週期                       | 400 奈秒                             | 1729.2 奈秒                          |
| 射束長度                       | 25 皮秒                              | 9.5 皮秒                             |
| 週期數                         | 6                                    | 24                                   |
| 磁格型式                       | TBA                                  | DBA                                  |

### 光束線及實驗站

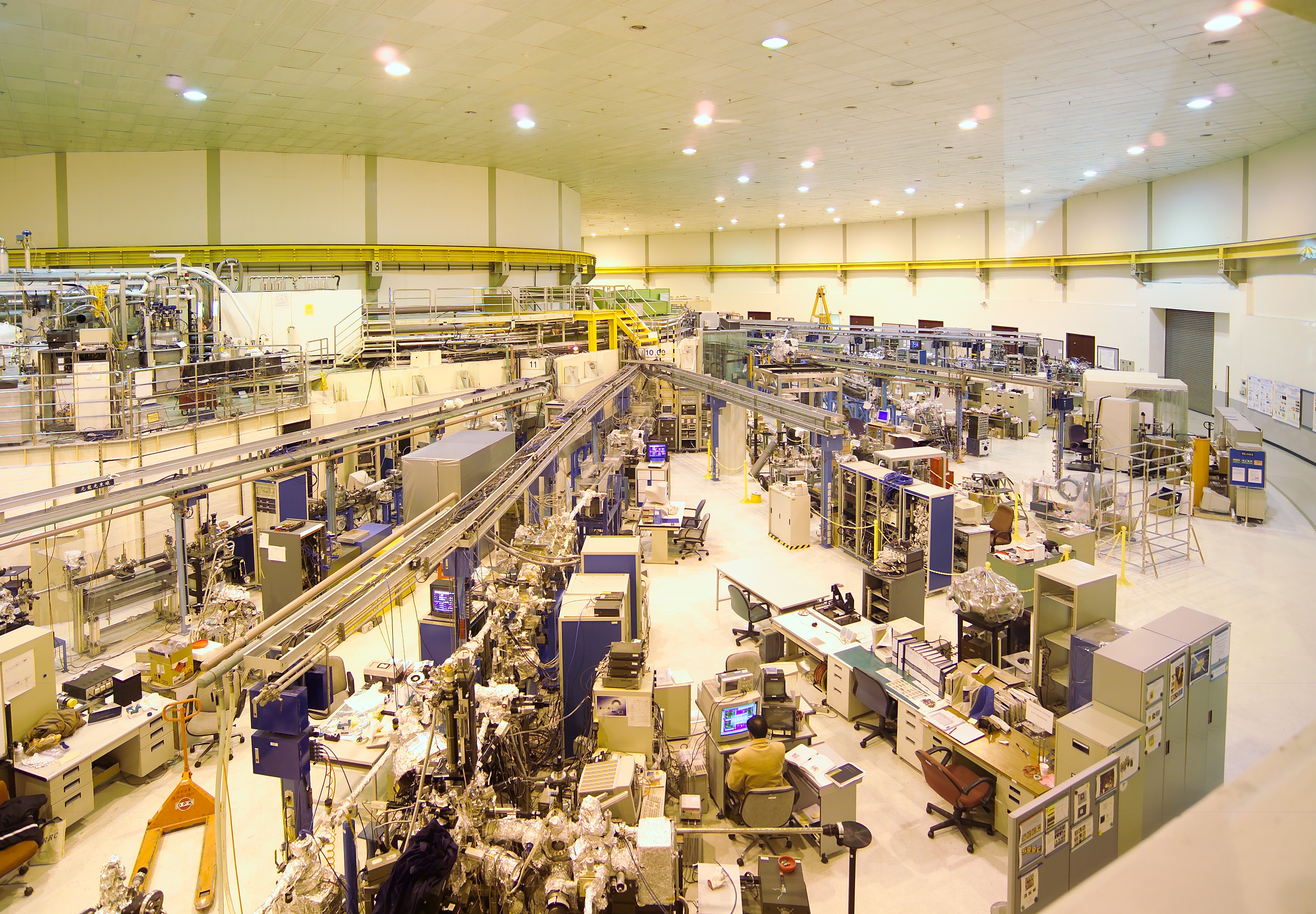
台灣光源加速器儲存環實驗區

光束線是同步加速器光源與實驗站之間的一座橋樑。理論上，在每一處電子偏轉的地方或插件磁鐵的直線下游，都可以打開一個窗口，利用光束線將同步加速器光源導引出來，最後到達實驗站。同步加速器光源經由光束線的導引照射到實驗站的試樣後，研究人員藉由量測反射、繞射、散射及穿透試樣的光之強度、能量及試樣被光子激發出之電子及離子，可以進一步推斷物質幾何、電子、化學或磁性結構。
- 國家同步輻射研究中心實驗設施組網站（页面存档备份，存于）

| 國家同步輻射研究中心TLS現有光束線及實驗站列表 |                                                            |
| No.                                           | Technique                                                  |
| 01A1                                          | [ 01A1 ] X-ray Imaging, X-ray Tomography                   |
| 01B1                                          | [ 01B1 ] Transmission X-ray Microscopy (TXM)               |
| 01C                                           | [ 01C1 ] EXAFS, XAS                                        |
| 01C                                           | [ 01C2 ] Powder X-ray Diffraction                          |
| 03A1                                          | [ 03A1 ] Gas Phase Spectroscopy, Photoluminescence         |
| 04                                            | [ 04B1 ] (Seya) SRCD                                       |
| 04                                            | [04C1] Dynamic SRCD                                        |
| 04                                            | [04C2] Combustion Chemistry                                |
| 5                                             | [ 05A1 ] Inelastic Scattering                              |
| 5                                             | [ 05B1 ] Soft X-ray Chemistry                              |
| 5                                             | [ 05B2 ] Photo-Emission Electron Microscopy (PEEM)         |
| 5                                             | [ 05B3 ] Soft X-ray Scattering                             |
| 07A1                                          | [ 07A1 ] X-ray Scattering, EXAFS, XAS                      |
| 08A1                                          | [ 08A1 ] PES, PAS, XPS                                     |
| 09A                                           | [ 09A1 ] Scanning Photoemission Microscopy (SPEM)          |
| 09A                                           | [ 09A2 ] UPS, XPS                                          |
| 11A1                                          | [ 11A1 ] MCD, PES, XPS, XAS                                |
| 13A1                                          | [ 13A1 ] Membrane X-ray Scattering                         |
| 13B1                                          | [ 13B1 ] MAD & Monochromatic Protein Crystallography       |
| 13C1                                          | [ 13C1 ] Monochromatic Protein Crystallography             |
| 14A1                                          | [ 14A1 ] Infrared Microscopy                               |
| 15A1                                          | [ 15A1 ] Protein Crystallography                           |
| 16A1                                          | [ 16A1 ] EXAFS, XAS, X-ray Diffraction                     |
| 17A1                                          | [ 17A1 ] Powder X-ray Diffraction                          |
| 17B1                                          | [ 17B1 ] X-ray Scattering                                  |
| 17C1                                          | [ 17C1 ] EXAFS, XAS                                        |
| 20A1                                          | [ 20A1 ] XAS, XPS, MCD                                     |
| 21                                            | [ 21A1 ] Chemical Dynamics                                 |
| 21                                            | [ 21A2 ] Photochemistry                                    |
| 21                                            | [ 21B1 ] PES, PAS, XPS                                     |
| 21                                            | [ 21B2 ] Gas Phase                                         |
| 23A1                                          | [ 23A1 ] Small Angle X-ray Scattering (SAXS)               |
| 24A1                                          | [ 24A1 ] PES, XPS, XAS, MCD                                |
| SP12B                                         | [ SP12B1 ] EXAFS, XAS, X-ray Diffraction, X-ray Scattering |
| SP12B                                         | [ SP12B2 ]MAD & Monochromatic Protein Crystallography      |
| SP12U1                                        | [ SP12U1 ] Inelastic X-ray Scattering                      |
| SP12U1                                        | [ SP12U2 ] HE photoemission                                |

- 其中SP12B及SP12U兩光束線位於日本SPring-8。

| 國家同步輻射研究中心TPS phase-1 光束線及實驗站列表 |                                              |
| No.                                                | Technique                                    |
| 05A                                                | [ 05A ] Protein Microcrystallography         |
| 41A                                                | [ 41A ] Resonant Soft X-ray Scattering       |
| 45A                                                | [ 45A ] Submicron Soft X-ray Spectroscopy    |
| 25A                                                | [ 25A ] Coherent X-ray Scattering            |
| 21A                                                | [ 21A ] Sbumicron X-ray Diffraction          |
| 23A                                                | [ 23A ] X-ray Nano-probe                     |
| 09A                                                | [ 09A ] Temporary Coherent X-ray Diffraction |

## 研究領域
該中心提供優質的光源和相關設施，以及各種類型的實驗設施與研究技術，用戶可以利用先進的同步輻射設施進行其最尖端的科學研究，包括分子科學、影像科學、表面與薄膜科學、凝態物理、材料化學、材料物理、能源科學、生命科學、醫藥學、中子應用科學及其他同步輻射應用科學等。

### 跨領域之科學新契機
- 凝態物理：非彈性X光散射之應用、顯像式光電子顯微鏡之應用、同調X光之應用、新穎強電子關聯材料研究、自旋、電荷、軌域有序性。
- 奈米、表面及材料科學：光發射電子顯微術、X光微區探測及顯微術、奈米先進材料之成長機制及特性分析、奈米尺度下機能性表面研究、以高能量高解析光電子能譜學研究新穎材料、奈米材料之表面電化學性質、薄膜成長機制之研究。
- 軟物質科學：X光顯微在軟物質材料之應用、同調X光在軟物質材料之應用、奈米微觀的軟物質科學；膠體間之交互作用、聚集與微相結構；複雜液體：單純與多相液體之氣液、液液或液固等介面；高分子：團鏈共聚合物的層級結構與複變相；複合系統：奈米粒子、高分子與生物分子之複合體系。
- 分子科學：化學反應動態學研究、大分子結構和游離動力研究、極紫外光光刻術光阻劑的研發、奈米液氦滴光譜術。
- 生物結構：巨分子結晶學與結構基因體、細胞膜蛋白質、大分子複合體、藥物設計研發、蛋白質摺疊與生物分子結構與功能。
- 生物醫學影像術： X光影像術在生物醫學之應用、同調X光在生物醫學之應用、X光在醫學治療應用之開發。
- 能源與環境科學： 觸媒與催化反應、 燃料電池、鋰離子電池、毒性物種之鑑定及追蹤、受污染環境之復育。
- 元件研發：小型自由電子雷射光源、兆赫波段光子晶體元件、奈米生物科技、微奈米光學元件。

### 科學培育
在科技人才培育方面，分別與國內的台灣大學、清華大學、交通大學、中央大學、中山大學、成功大學、元智大學、中正大學、暨南大學與台灣科技大學等校簽署合作備忘錄，內容包括共同從事學術研究、博士候選人培育計畫、訓練研究生、專題研究合作與學程、課程的開授等，共同培育同步輻射跨領域學科的研究人才，加深同步加速器光源在材料、生物、醫藥、物理、化學、化工、地質、環保、能源、電子、微機械、奈米元件等基礎與應用科學的研究應用。
該中心與國內大學合作博碩士生學程，如2004年與清華大學、中央研究院共同開設「結構生物學程」、2007年與清華大學合作開設教育部立案之「先進光源學程」、2008年與交通大學合作開設教育部立案之「加速器光源學程」等。藉由與教育體系結合，有計畫地訓練下一代的科研人才，使新一代的學生具有國際視野，激發對追求科學的夢想與創意。該中心更將與國外標竿同步輻射研究機構(如美國APS、NSLS，瑞士SLS等)交流學習，期望將TPS最嶄新的實驗技術廣泛應用於跨領域學科的研究，培育年輕一代優秀的研究人員，以提升科技研究能力。

### 近期成果
該中心的台灣光源自1994年啟用至今，每年使用人次及研究計畫逐年增加，以2014年為例，使用該中心光源實驗的計畫數達1,586件、人數達11,334人，其中學術研究機關佔了國內用戶約九成的比例，其研究所發表在SCI期刊上的論文在質與量上近年來都有相當大的提升。
- 貴金屬-氧化物界面效應大幅提升催化氧化性能 （页面存档备份，存于）
- 恐龍胚胎化石研究榮登Nature封面 （页面存档备份，存于）
- 調控有機分子與金屬介面電子結構 （页面存档备份，存于）
- 台灣光子源成為世界光年的國際焦點 （页面存档备份，存于）

## 外部連結
- 國家同步輻射研究中心網站 （页面存档备份，存于）
- 國家同步輻射研究中心的Facebook專頁
- 美國NSLS-II網站（页面存档备份，存于）
- 美國APS網站（页面存档备份，存于）
- 日本SPring-8網站（页面存档备份，存于）
- 英國Diamond網站（页面存档备份，存于）
- 瑞士SLS網站（页面存档备份，存于）
- 法國ESRF網站（页面存档备份，存于）